# Parabole du retour du maître
La parabole sur Le Retour du Maître incite le chrétien à suivre dans sa vie le chemin des vertus cardinales, et théologales.

## Texte
« Que vos reins soient ceints, et vos lampes allumées. Et vous, soyez semblables à des hommes qui attendent que leur maître revienne des noces, afin de lui ouvrir dès qu'il arrivera et frappera. Heureux ces serviteurs que le maître, à son arrivée, trouvera veillant! Je vous le dis en vérité, il se ceindra, les fera mettre à table, et s'approchera pour les servir. Qu'il arrive à la deuxième ou à la troisième veille, heureux ces serviteurs, s'il les trouve veillant ! Sachez-le bien, si le maître de la maison savait à quelle heure le voleur doit venir, il veillerait et ne laisserait pas percer sa maison. Vous aussi, tenez-vous prêts, car le Fils de l'homme viendra à l'heure où vous n'y penserez pas »

— Traduction d'après La Bible, Louis Segond, Évangile selon Luc, chapitre 12, versets 35 à 40.

## Interprétation
Le premier verset résume à lui seul cette parabole : il faut être chaste et suivre les vertus. La lampe fait écho à ce verset : 

« Que votre lumière luise ainsi devant les hommes, afin qu'ils voient vos bonnes œuvres, et qu'ils glorifient votre Père qui est dans les cieux »

— Évangile selon Matthieu, chapitre 5, verset 16.
Il faut donc que le croyant attende vertueusement le retour du Rédempteur, Jésus-Christ afin d'accéder au royaume du Ciel.
Dans cette parabole le voleur représente la mort, d'après le docteur de l'Église Grégoire le Grand qui l'explique dans son homélie 13 .
Ce successeur au ministère de l'apôtre Pierre précise, au chapitre 5 de cette homélie, qu'il faut savoir faire pénitence pour ne pas mourir damné.